# لا ماکازا، کبک
لا ماکازا (به فرانسوی: La Macaza) شهری در منطقه شهری آنتوان-لابل ناحیه لورانتید در استان کبک کانادا است. در سرشماری سال ۲۰۱۱ این شهر ۱٬۰۵۰ نفر جمعیت داشته‌است و مساحت آن ۱۶۳٫۲۲ کیلومتر مربع است.